# Pseudomonardia invisitata
Pseudomonardia invisitata är en tvåvingeart som beskrevs av Jaschhof 2003. Pseudomonardia invisitata ingår i släktet Pseudomonardia och familjen gallmyggor. Inga underarter finns listade i Catalogue of Life.